# Modulo M108d
Modulo M108d (до 2015 года Ikarus V127 V2) — городской одиночный заднеприводный автобус большой вместимости, представленный в 2013 году венгерской фирмой Ikarus.

## Описание
Суть конструкции PKD заключается в том, что производитель изготавливает кузов, а затем собирает автобусы Ikarus V127, поставленные компанией Hungarian Bus Manufacturing Ltd., в производственном состоянии на собственной площадке. Низкопольные автобусы Ikarus оснащены шестицилиндровыми дизельными двигателями Cummins, которые отвечают самым высоким экологическим стандартам. Покраска рамы и установка компонентов были выполнены компанией BKV. Поставщик услуг предоставил аккумуляторы, шины, оформление билетов и систему камер. Первоначально контракт был заключён на 3 автобуса, а позже ещё 15 автобусов были произведены из комплектующих BKK.
Получив положительный отзыв, BKV вновь объявил тендер. Таким образом, был заключён контракт на производство 10 автобусов (+опционально ещё 40) Modulo M108d. По состоянию на 10 сентября 2016 года в собственности BKV находилось 69 автобусов Solo Bus, 23 из которых принадлежат производителю Mabi.
Техническое наполнение существенно не изменилось с появлением более новых агрегатов, двигатель уже соответствует норме выбросов Euro 6, а салон подвергся некоторому редизайну.
По состоянию на март 2023 года автобусы Modulo M108d обслуживают следующие маршруты Будапешта:
- 15;
- 21;
- 21A;
- 53;
- 57;
- 87;
- 87A;
- 102;
- 105;
- 107;
- 110;
- 112;
- 149;
- 154;
- 155;
- 156;
- 158;
- 187;
- 212;
- 212A;
- 212B;
- 221;
- 257;
- 901;
- 908;
- 918;
- 931A;
- 960;
- 979;
- 979A;
- 990.